# 赵春江
赵春江（1964年4月28日—），男，河北保定人，中国农业信息化专家。

## 生平
1993年毕业于北京农业大学农学系，获农学博士学位。2017年当选为中国工程院院士。